# Virineja
Virineja (Виринея) è un film del 1968 diretto da Vladimir Aleksandrovič Fetin.